# Oscar Hiljemark
Oscar Carl Niclas Hiljemark (født d. 28. juni 1992 i Gislaved, Sverige), er en svensk tidligere fodboldspiller, som i dag arbejder som cheftræner IF Elfsborg.

## Spillerkarriere
Hiljemark begyndte sin karriere i Elfsborg. Hiljemark var med på Elfsborgs hold som vandt det svenske mesterskab i 2012.
I 2013 skiftede han til PSV Eindhoven, og var med på holdet der vandt det hollandske mesterskab i 2015.
Efter at have haft problemer med at få en fast rolle på PSV's hold, skiftede han til Palermo i 2015. Hiljemark imponerede i Palermo, og skiftede i 2016 til Genoa på en lejeaftale med obligation til at gøre aftalen permanent. Hiljemark havde i sin tid hos Genoa låneaftaler til først Panathinaikos og derefter Dynamo Moskva, før at han forlod klubben ved kontraktudløb.
Hiljemark skiftede til AaB i oktober 2020. Hiljemark havde dog siden hans tid i PSV døjet med hofteskader, og efter at have fået en ny skade til hoften i november 2020, så måtte Hiljemark, på grund af vedvarende smerte, stoppe karrieren som kun 28-årig.

## Landsholdskarriere

### Ungdomslandshold
Hiljemark repræsenterede Sverige på flere ungdomslandshold, og var med på Sveriges U/21-landshold som vandt guld ved U/21-EM i 2015.

### Seniorlandshold
Han debuterede for det svenske a-landshold den 18. januar 2012 i en venskabskamp mod Bahrain.
Han var en del af den svenske trup til EM i 2016 i Frankrig og VM 2018 i Rusland. 
Det blev i alt til 28 landskampe.

## Trænerkarriere
Efter at Hiljemark måtte stoppe karrieren, blev han hyret som assistenttræner hos AaB. Efter cheftræner Erik Hamrens fyring som følge af svigtende resultater i foråret 2023 blev Hiljemark udpeget som midlertidig cheftræner i klubben. 